# Indianola (Nebraska)
Indianola es una ciudad ubicada en el condado de Red Willow en el estado estadounidense de Nebraska. En el Censo de 2010 tenía una población de 584 habitantes y una densidad poblacional de 180,68 personas por km².

## Geografía
Indianola se encuentra ubicada en las coordenadas 40°14′5″N 100°25′11″O / 40.23472, -100.41972. Según la Oficina del Censo de los Estados Unidos, Indianola tiene una superficie total de 3.23 km², de la cual 3.23 km² corresponden a tierra firme y (0%) 0 km² es agua.

## Demografía
Según el censo de 2010, había 584 personas residiendo en Indianola. La densidad de población era de 180,68 hab./km². De los 584 habitantes, Indianola estaba compuesto por el 98.12% blancos, el 0% eran afroamericanos, el 0.34% eran amerindios, el 0.17% eran asiáticos, el 0% eran isleños del Pacífico, el 0.51% eran de otras razas y el 0.86% pertenecían a dos o más razas. Del total de la población el 1.54% eran hispanos o latinos de cualquier raza.